# Matthias Schießleder
Matthias Schießleder (* 23. September 1936 in Essen; † 13. März 2024) war ein deutscher Judoka.

## Karriere
Matthias Schießleder begann 1951 beim Polizei-Sportverein Essen mit dem Judosport. Ab 1952 nahm er im Jugendbereich erfolgreich an Wettkämpfen teil. 1955 wurde er erstmals Deutscher Meister in der Altersklasse der Erwachsenen. 1956, 1959 und 1960 folgten weitere Meistertitel in der Gewichtsklasse bis 70 Kilogramm. 1961 war er Deutscher Meister in der Gewichtsklasse bis 80 Kilogramm.
Der 1,72 m große Schießleder nahm 1955 erstmals an Europameisterschaften teil. 1959 gewann er eine Bronzemedaille im Leichtgewicht, 1960 war er Europameister. 1963 belegte er mit der deutschen Mannschaft den zweiten Platz bei den Teameuropameisterschaften.
1964 konnte sich Schießleder, damals Träger des 4. Dan, durch Siege über den Europameisterschaftsdritten von 1964 Günter Wiesner vom SC Dynamo Berlin und den Vizeeuropameister von 1962 Erich Zielke vom ASK Vorwärts Berlin für die gesamtdeutsche Mannschaft zu den Olympischen Spielen 1964 qualifizieren. Als sein Ersatzmann wurde Wiesner nominiert, der Zweitplatzierte der deutschen Ausscheidungskämpfe.
Beim ersten olympischen Judoturnier 1964 in Tokio standen vier Gewichtsklassen auf dem Programm; es begann mit den Leichtgewichten. Am 20. Oktober 1964 trafen im ersten olympischen Judokampf überhaupt Matthias Schießleder und der Österreicher Karl Reisinger aufeinander: Reisinger gewann durch eine kleine Wertung (Kinsa). Schießleder verlor auch seinen zweiten Kampf gegen Paul Maruyama aus den Vereinigten Staaten und schied damit aus.
Schießleder blieb dem Judosport und dem Polizei-Sportverein Essen als Trainer und Betreuer verbunden und wurde bis zum 9. Dan graduiert. Er war Ehrenmitglied des Deutschen Judo-Bundes und ab 1999 Träger des Bundesverdienstkreuzes.
Schießleder starb im März 2024 im Alter von 87 Jahren.